# Avro

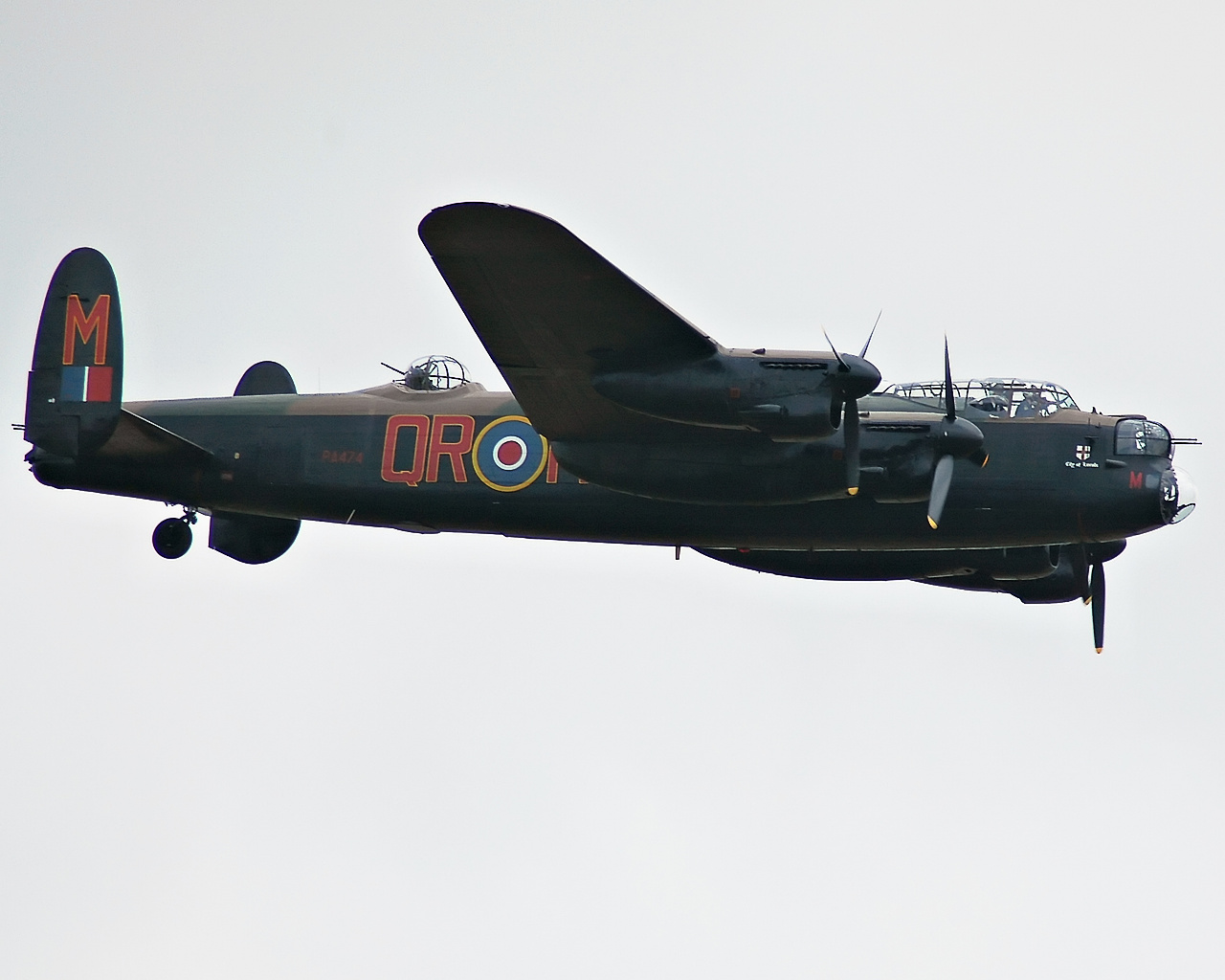
Avro Lancaster.

Avro (A. V. Roe & Co.) var en brittisk flygplanstillverkare som grundades 1910. Bland företagets mest kända plan hör Avro 504, Avro Lancaster, Avro York och Avro Vulcan. Avro grundades av bröderna Alliott Verdon Roe och Humphrey Verdon Roe  i Brownsfield Mill på Great Ancoats Street i Manchester. Bolaget blev en del av Hawker Siddeley 1935.

## Historik
Avro 504 tillverkades i över 8 300 exemplar bara i Storbritannien. Dessutom licenstillverkades flygplanstypen i Danmark, Belgien, Kanada, Australien, Japan och Kina samt kopierades i Ryssland. Troligen är det totala antalet tillverkade flygplan över 11 000 exemplar. 
Avro Lancaster var det av brittiska flygvapnets tunga bombplan som hade störst framgångar. 7 378 plan tillverkades under andra världskriget.
Under 1950-talet skedde nya sammanslagningar inom den brittiska flygindustrin och Hawker Siddeley köpte Folland Aircraft, de Havilland och Blackburn Aircraft 1959–1960. Den 29 april 1977 förstatligades och fusionerades Hawker Siddeley Aviation and Dynamics med British Aircraft Corporation (BAC) och Scottish Aviation och bildade British Aerospace.